# 215 Oenone
A 215 Oenone a Naprendszer kisbolygóövében található aszteroida. Viktor Knorre fedezte fel 1880. április 7-én.